# William Hallowes Miller
William Hallowes Miller (6. dubna 1801 Velindre poblíž Llandovery, Carmarthenshire, Wales – 20. května 1880 Cambridge) byl velšský mineralog, krystalograf a fyzik.

## Život
Vzdělání získal na St John's College univerzity v Cambridge. Několik let zde působil jako školitel, během této doby vydal pojednání o hydrostatice a hydrodynamice.
Zvláštní pozornost věnoval krystalografii. Po rezignaci Williama Whewella v roce 1832 se stal jeho nástupcem jako profesor mineralogie. Tento post zastával až do roku 1870. Svou hlavní práci v oblasti krystalografie publikoval v roce 1839 (Treatise on Crystallography). V ní popsal později po něm pojmenované Millerovy indexy, užívané v krystalografii pro jednoduchý popis krystalografických rovin a směrů.
Byl jmenován členem výboru, ustanoveného britským parlamentem pro standardizování měr, stejně jako členem Královské komise. Jeho úkolem bylo reformovat normy délky a hmotnosti po požáru, který v roce 1834 zničil staré standardy. V roce 1852 editoval nové vydání díla Elementary Introduction to Mineralogy H. J. Brookea. V roce 1870 se stal členem International Commission du Metre.

## Dílo
Miller společně s H. J. Brookem poprvé popsal minerály annabergit a whewellit.
- William Hallowes Miller (1831) The Elements of Hydrostatics and Hydrodynamics
- William Hallowes Miller (1833) An Elementary Treatise on the Differential Calculus
- William Hallowes Miller (1839) A Treatise on Crystallography
- William Phillips, William Hallowes Miller, & Henry James Brooke (1852) An Elementary Introduction to Mineralogy
- William Hallowes Miller (1863) A Tract on Crystallography

## Ocenění
- 1838 – zvolen členem („Fellow“) Královské společnosti, která jej v roce 1870 vyznamenala Royal Medal
- 1860
  - zvolen členem-korespondentem Královské Pruské akademie věd
  - zvolen zahraničním členem Akademie věd v Göttingenu.[2]
- 1864 – zvolen členem-korespondentem Ruské akademie věd v Sankt Petěrburgu
- 1874 – zvolen členem American Academy of Arts and Sciences
- jeho jménem byl pojmenován minerál millerit objevený v roce 1845 Wilhelmem von Haidingerem na typové lokalitě Jáchymov. William Hallowes Miller jej zkoumal jako první.